# Ingeborg Simon
Ingeborg Simon (* 26. Februar 1939 in Oldenburg) ist eine deutsche Politikerin. Von 1995 bis 2006 war sie für die PDS Mitglied im Abgeordnetenhaus von Berlin.

## Leben und Wirken
Ingeborg Simon absolvierte nach dem Abitur 1958 zunächst eine Ausbildung als Pharmaziepraktikantin und studierte dann von 1960 bis 1965 Pharmazie in Tübingen und Berlin mit Approbation als Apothekerin. Anschließend war sie bis 1999 als angestellte Apothekerin in Berlin tätig.

## Politik
Vor der Wende arbeitete Simon seit Mitte der 1970er Jahre politisch in der SEW (Berlin-Steglitz). Sie wurde nach der Wende 1995 als Parteilose erstmals in das Berliner Abgeordnetenhaus gewählt, 1995 als Direktkandidatin im Wahlkreis Hohenschönhausen 1, 2001 im Wahlkreis Lichtenberg 5. Sie war gesundheitspolitische Sprecherin ihrer Fraktion.

## Ehrenämter
- Landesseniorenbeirat

## Auszeichnungen
- Carola-Gold-Preis (2014)[1]
- Landesverdienstmedaille Berlin